# Líšnice (Šumperki járás)
Líšnice település Csehországban, Šumperki járásban. Líšnice Mohelnice, Pavlov, Loštice és Mírov településekkel határos. Lakosainak száma 425 fő (2024. január 1.).

## Népesség
A település lakosságának változását az alábbi diagram mutatja:
| Lakosok száma | 696  | 664  | 602  | 375  | 304  | 275  | 343  | 369  | 400  | 425  |
|               | 1869 | 1890 | 1921 | 1950 | 1980 | 2001 | 2017 | 2019 | 2022 | 2024 |